# Strangalomorpha multiguttata
Strangalomorpha multiguttata là một loài bọ cánh cứng trong họ Cerambycidae.